# Orvault
 Orvault  es una comuna y población de Francia, en la región de País del Loira, departamento de Loira Atlántico, en el distrito de Nantes. Es la cabecera y mayor población del cantón de su nombre.
Su población municipal en 2007 era de 24 564 habitantes. Forma parte de la aglomeración urbana de Nantes.
Está integrada en la Communauté urbaine Nantes Métropole .

## Demografía
| 1 816 | 1 659 | 1 920 | 1 952 | 2 073 | abs. | 2 142 | 2 173 | 2 130 | 2 163 | 2 196 | 2 125 | 2 118 | 1 984 | 2 010 | 1 960 | 1 870 | 1 828 | 1 832 | 1 875 | 1 885 | 2 244 | 2 732 | 2 924 | 3 681 | 3 238 | 6 592 | 13 510 | 20 239 | 23 245 | 23 115 | 23 554 | 24 564 |
| Para los censos de 1962 a 1999 la población legal corresponde a la población sin duplicidades (Fuente: INSEE [Consultar]) |       |       |       |       |      |       |       |       |       |       |       |       |       |       |       |       |       |       |       |       |       |       |       |       |       |       |        |        |        |        |        |        |